# Janet Beat
Janet Beat (Streetly, 17 december 1937) is een Schots componiste, muziekpedagoog en auteur.

## Biografie
Ze werd geboren in Streetly te Staffordshire in Engeland. Beat volgde privé pianoles en hoornles aan het Royal Birmingham Conservatoire. Daarna ging ze studeren aan de universiteit van Birmingham, waar ze in 1960 een bachelor in muziek behaalde.

## Carrière
Na haar studie ging ze lesgeven aan de Royal Scottish Academy of Music and Drama. In 1962 won ze de Cunningham Award. Haar muziek wordt internationaal uitgevoerd.
Beat is een vrouwelijke Britse pionier op het vlak van elektronische muziekcompositie. Dit is dankzij haar vroege musique concrète werken uit de late jaren 1950. Daphne Oram hielp haar en moedigde haar aan. De invloeden die Beats muziek tonen zijn van diverse aard en tonen zowel niet-Europese invloeden als natuurgeluiden en industriële geluiden. Met behulp van muzikale technologie componeert ze sonische exploraties en gebruikt ze microtonaliteiten. Deze invloeden zijn ook te zien in haar werken voor akoestische instrumenten, zoals bijvoorbeeld Study of the Object no V (1970) voor onbegeleide stemmen. Dit is een grafische partituur die zij benoemd als "geluidssculptuur". Andere zulke werken zijn Mestra (1979–80) voor solofluiten en Hunting Horns are Memories (1977) voor hoorn en tape. Een andere bron van inspiratie is het verglijden van de tijd. In dit opzicht experimenteert ze met polymetriek en polytempi.

## Oeuvre
Beat componeert voor instrumenten, elektronische muziek voor solo tape en voor akoestische instrumenten met tape of computer. Ze schreef reeds werken voor orkest, kamerensemble, theater en film. Een werkselectie:
- After Reading 'Lessons of the War', een sonate voor viool en piano geïnspireerd door de poëzie van Henry Reed
- 2 Caprices voor solo fluit: Dialogue en Krishna's Hymn to the Dawn
- Capriccii vol 1 voor piano
- Fanfare for Haydn
- Arabesque for guitar
- Vincent sonate voor viool
- 5 Projects for Joan voor solo cello
- Fireworks in Steel voor solo trompet
- Concealed Imaginings voor piano kwintet
- String Quartet no 1
- Harmony in Autumn voor 4 hoorns
- The Splendour Falls.. voor 3 trompetten, 3 trombones en tuba
- En Pkein Air voor wind octet
- Harmony in Opposites voor fluit, altviool en harp
- Encounter voor fluit, cello en harp
- Mexican Night of the Dead voor klarinet en viool
- Apsara Music 1 voor SSA
- Sylvia Myrtea voor SSAA
- Canite Tuba voor SATB
- Piano Sonata
- 5 Stücke voor hobo
- Circe voor altviool solo (1974)
- Equinox Rituals: Autumn voor altviool en piano (1996)
- Piano Quintet: The Dream Magus voor altviool met 2 violen, cello en piano (2002)
- Gedenkstück für Kaethe voor klarinet en altviool (2003)
- Study of the object no 3 for female choir

Deze werken worden uitgegeven door Furore Verlag, Kassel, Duitsland.

## Artikels
Beat schreef ook een aantal professionele artikels, waaronder:
- Monteverdi and the Opera Orchestra of his Time in Arnold, Denis and Fortune, Nigel (eds): The Monteverdi Companion. London: Faber and Faber, 1968
- Two Problems in Carissimi 's Oratorio Jephte, MR 34, 1973
- An extension of vocal accompaniment to dance, The Laban Art of Movement Guild Magazine, (november 1970)
- The Composer Speaks: Janet Beat on Cross Currents & Reflections, Stretto, vol.4, no 1 Glasgow,1984
- Janet Beat & Nick Pearce: Themes & Variations: A Discussion  of Some parallels between Western Music and Chinese Scroll Painting, Notis Musycall, (Glasgow, 2005)
- Endless Pleasure, The Collector's Art, exhibition catalague, (Hunterian Art Gallery,Glasgow University,  2009)